# Pol Demeuter

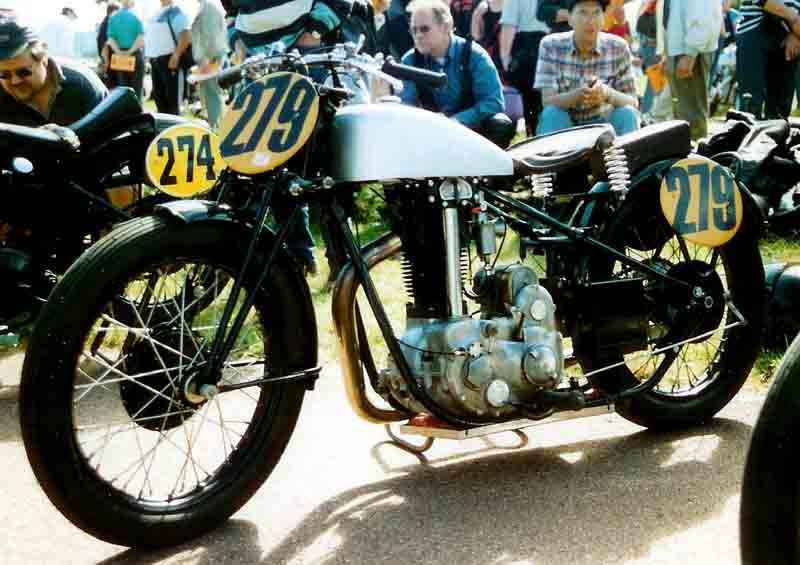
500-cm³-FN-Rennmaschine von 1932

Leopold „Pol“ Demeuter (* 9. Mai 1904 in Ganshoren; † 2. Juli 1934 in Deutschland) war ein belgischer Motorradrennfahrer.

## Karriere
Pol Demeuter begann seine Rennfahrerkarriere 1926 als Amateur. Nach schnellen ersten Erfolgen entschied er sich dazu, Profi-Rennfahrer zu werden und wurde vom Motorradhersteller Rush engagiert. Im Jahr 1929 wurde er Werksfahrer bei Saroléa, für die er auf Anhieb sehr erfolgreich war. Zu Beginn der Saison 1930 setzte den Belgier ein Unfall für den Rest des Jahres außer Gefecht. 1931 wurde er auf Saroléa belgischer 500-cm³-Meister.
Zur Saison 1932 wechselte Pol Demeuter zu FN, war aber dort in seinem ersten Jahr nicht sehr erfolgreich. 1933 gelangen ihm drei 500-cm³-Siege, darunter der Circuit de Floreffe und die Grand Trophy de l’Entre-Sambre-et-Meuse in Mettet.
In die Rennsaison 1934 startete Demeuter mit vier Siegen, er gewann die 500er-Rennen in Mettet, Floreffe und beim Grand Prix des Frontières in Chimay sowie den belgischen Meistertitel in Spa-Francorchamps. Den fünften Sieg im fünften Saisonrennen sicherte sich Pol Demeuter beim XI. Großen Preis von Europa der F.I.C.M. am 23. Juni 1934. Das Rennen wurde in diesem Jahr im Rahmen der Dutch TT im niederländischen Assen ausgetragen, und Demeuter gewann somit den Titel in der 500-cm³-Klasse der Straßen-Europameisterschaft. Der Belgier siegte vor seinem Landsmann und Teamkollegen Erik Haps, der unter dem Pseudonym Noir an den Start ging, nachdem Haps in Führung liegend in der letzten Runde gestürzt war.

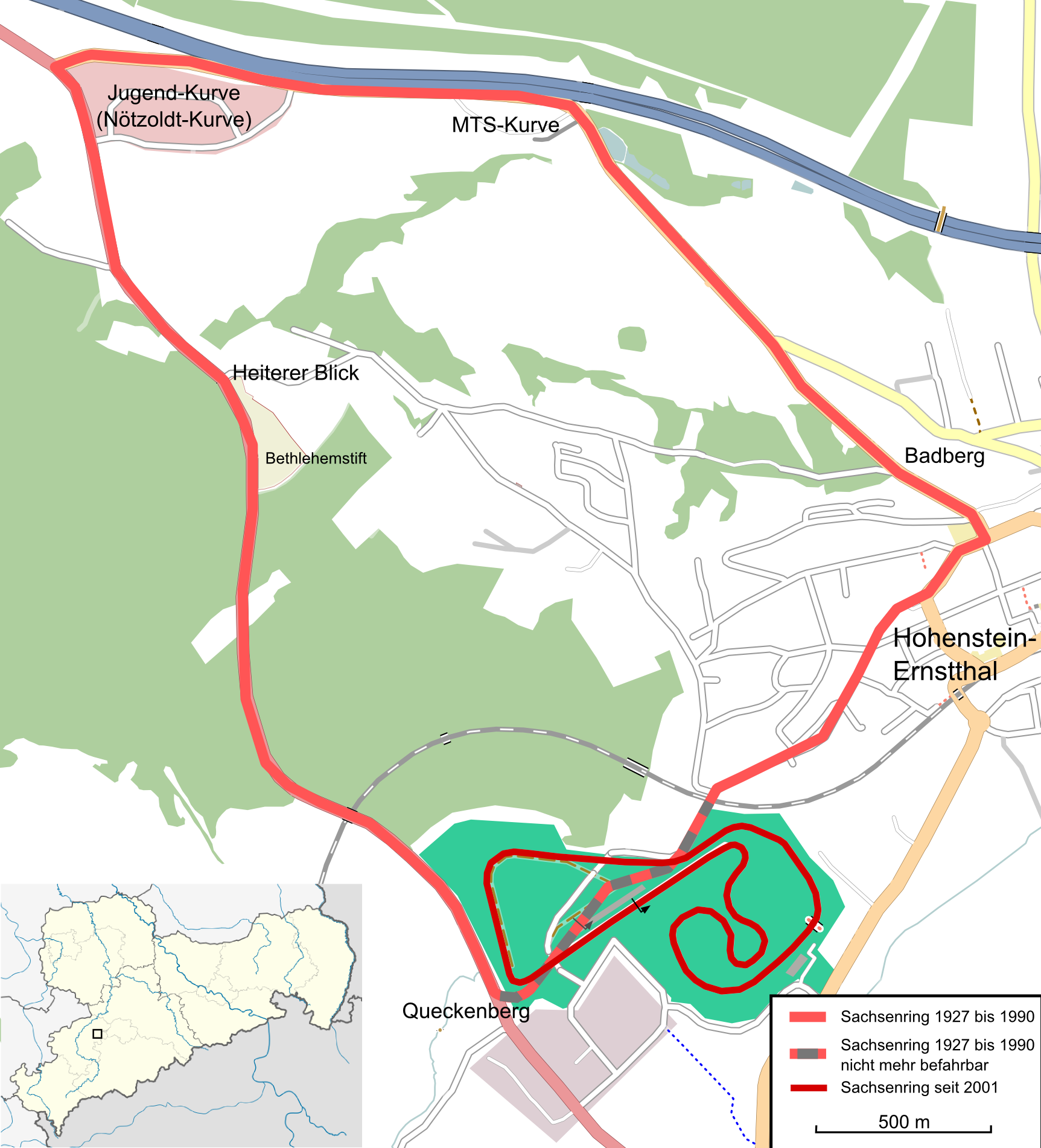
Unglücksort: der Sachsenring um Hohenstein-Ernstthal

Am folgenden Wochenende verunglückte Pol Demeuter im 500-cm³-Rennen um den Großen Preis von Deutschland für Motorräder, der auf dem Badberg-Viereck (dem heutigen Sachsenring) in Hohenstein-Ernstthal stattfand, schwer. Er war an diesem heißen Tag in der Queckenberg-Kurve, der letzten Kurve vor Start und Ziel, auf einem Teerfleck ins Rutschen gekommen und gestürzt. Demeuter wurde mit Brüchen an beiden Beinen in ein nahe gelegenes Krankenhaus eingeliefert, sein Zustand wurde auf den ersten Blick als nicht kritisch bezeichnet. In Wahrheit aber waren beide Beine zertrümmert und hätten amputiert werden müssen. Zu dieser Operation kam es allerdings nicht mehr, da sich Demeuters Zustand in der Nacht rapide verschlechterte und er am frühen Morgen des 2. Juli 1934 verstarb.
Neben Demeuter verunglückten auch Noir sowie der 500er-Europameister der Vorsaison, Gunnar Kalén aus Schweden, bei dem Rennen tödlich. Vor dem offiziellen Veranstaltungsbeginn war bereits Erich Hirth auf der Strecke gestürzt und zu Tode gekommen.

## Titel
- 1931 – Belgischer 500-cm³-Meister auf Saroléa
- 1934 – Belgischer 500-cm³-Meister auf FN
- 1934 – 500-cm³-Europameister auf FN

## Verweise